# Fryderyk Bluemke
Fryderyk Wilhelm Bluemke (pisownia alternatywna: Blümke, także Blumke) (ur. 12 lutego 1903 w Lublinie, zm. 19 grudnia 1962 w Warszawie) – polski inżynier, absolwent Politechniki Gdańskiej, konstruktor silników spalinowych.
Dyplom inżyniera uzyskał przed II wojną światową. Do wybuchu wojny był kierownikiem działu silników w fabryce Steinhagen i Stransky w Warszawie. Specjalizował się w konstrukcjach silników dwusuwowych. Po lutym 1945 roku pracował w biurze konstrukcyjnym silników, początkowo przy Fabryce Wyrobów Metalowych, a następnie w Wytwórni Sprzętu Mechanicznego w Bielsku-Białej.
Skonstruował m.in.:
- silnik S-01, stosowany min. w motocyklach Sokół 125, SHL M04 oraz SHL M05,
- silnik WSM S-15M, stosowany w motopompie M-800 "Polonia PO-3" (będący rozwinięciem przedwojennego silnika SS-15),
- silnik S-14, stosowany w przedprototypach i prototypach samochodu Syrena, będący dalszym rozwinięciem ww. silnika,
- silnik S-15, stosowany w samochodach Syrena 100/101/102/103,
- silnik S-31, stosowany w samochodach Syrena 104 i 105,
- silnik S261C, stosowany w jednoosiowych ciągnikach Ursus C-308 i Dzik.

Inż. Fryderyk Bluemke zginął w katastrofie lotniczej w Warszawie w 1962 roku.
Należał do Polskiej Korporacji Akademickiej ZAG Wisła.
Bliskimi współpracownikami (konstruktorami) inż. F. Bluemkego byli: inż. Jan Kubica, mgr inż. Jerzy Slawik.
| Oznaczenie silnika        | S-80               | S-82               | S-14            | S-15           | S-15M              | S-150      | S-261C                | S-31           |
| Ilość cylindrów           | 2                  | 1                  | 2               | 2              | 2                  | 2          | 1                     | 3              |
| Średnica cylindra (mm)    | 96                 | 72                 | 72              | 76             | 76                 | 76         | 76                    | 70             |
| Skok tłoka (mm)           | 76                 | 85                 | 85              | 82             | 82                 | 82         | 82                    | 73             |
| Pojemność skokowa cm³     | 1100               | 346                | 692             | 744            | 744                | 744        | 372                   | 842            |
| Stopień sprężania         | 6,1                | 5,7                | 5,7             | 7,0            | 7,0                | 7,4        | 6,5                   | 7,2            |
| Moc (KM)                  | 28                 | 8                  | 24              | 27             | 24                 | 30         | 9                     | 40             |
| Obroty mocy max. (RPM)    | 3000               | 3000               | 3800            | 3000           | 3000               | 4000       | 2400                  | 4300           |
| Moment obr max. (KGm)     | b.d.               | 2,17               | b.d.            | 6,25           | 6,25               | 6,40       | 2,7                   | 8              |
| Obroty momentu max. (RPM) | b.d.               | b.d.               | b.d             | 2000           | 2000               | 2500       | 2100                  | 2750           |
| Chłodzenie                | woda               | powietrze          | woda            | woda           | woda               | woda       | powietrze             | woda           |
| Zastosowanie              | motopompa M800/P01 | motopompa M200/P02 | Syrena prototyp | Syrena 101-102 | motopompa M800/P03 | Syrena 103 | ciągnik C-308, Dzik-2 | Syrena 104/105 |

## Wybrane publikacje
- Fryderyk Bluemke, Świece zapłonowe do silników samochodowych, motocyklowych i przemysłowych. Wydawnictwa Komunikacyjne, Warszawa 1955, ss. 92. Seria: Biblioteka Kierowcy Stutysięcznika 7
- Aleksander Rummel Polskie konstrukcje i licencje motoryzacyjne w latach 1922-1980. WKiŁ.
- Henryk Ołdakowski, Włodzimierz Struś Budowa sprzętu pożarniczego. Wydawnictwo MON 1959 r.